# Coulombova barijera
Coulombova barijera, koja je nazvana prema Coulombovom zakonu, po poznatom fizičaru Charlesu-Augustinu de Coulombu (1736. – 1806.), energetska je barijera zbog elektrostatskog međudjelovanja između dvije jezgre, koje one trebaju savladati, da bi se ostvarila nuklearna fuzija ili spajanje tih dviju jezgri. Ona je data s energijom elektrostatičkog potencijala:
{\displaystyle U_{coul}=k{{q_{1}\,q_{2}} \over r}={1 \over {4\pi \epsilon _{0}}}{{q_{1}\,q_{2}} \over r}}
Gdje je
k je Coulombova konstanta = 8,9876×109 N m² C−2;
ε0 je dielektrična konstanta vakuuma
q1, q1 su naboji jezgri koje djeluju
r je udaljenost između jezgri ili radijus
Coulombova barijera se povećava s atomskim brojem (tj. s brojem protona) jezgri koje međusobno djeluju:
{\displaystyle U_{coul}={{k\,Z_{1}\,Z_{2}\,e^{2}} \over r}}
Gdje je e elementarni naboj, 1,602 176 53×10-19 C, i Zi je odgovarajući atomski broj.
Da bi svladali Coulombovovu barijeru, jezgre trebaju da se sudare s velikom brzinom, tako da je kinetička energija dovoljno velika, da bi mogla djelovati jaka nuklearna sila, koja će dvije jezgre povezati zajedno u novu jezgru.
Prema kinetičkoj teoriji plinova, temperatura plinova je mjera prosječne brzine čestica u plinu. Za normalne plinove, Maxwell-Boltzmannova distribucija daje raspodjelu kretanja čestica, koje se kreću dovoljno brzo da svladaju Coulombovovu barijeru.
U praksi, temperature koje trebaju da svladaju Coulombovovu barijeru, su nešto niže nego što se očekivalo, zbog kvantno-mehaničkog efekta tunela, koji je utvrdio George Gamow.